# Bröderna Skoogs Motorfabrik
Bröderna Skoogs Motorfabrik AB var ett verkstadsföretag i Borlänge som tillverkade båtmotorn "Solo".
Bröderna Aron och Erik Skoog drev Skoogs Mekaniska Verkstad i Gräsberg, norr om Ludvika, från 1907. År 1914 köpte Aron Skoog ut sin bror. Företaget flyttade till Borlänge 1916.
Efter andra världskrigets slut överlät Aron Skoog sin firma till sina tre söner Einar, Harry och Birger Skoog, som drev företaget till 1966, då det lades ned.  
Motorerna var bensin- och fotogendrivna, till en början en- eller tvåcylindriga av tvåtaktstyp, men 1914 kom det även fyrtaktsmotor. År 1932 kom H-serien, som sedan tillverkades med små modifikationer fram till nedläggningen. Med undantag för åren under andra världskriget gick cirka halva årsproduktionen på export.
Till nedläggningen bidrog en vikande marknad och en allt hårdare konkurrens från de mer ekonomiska dieselmotorerna.
Under sommaren 1967 såldes rättigheter och reservdelslager till Motorfabriken Göta i Osby, som fortsatte att hålla reservdelar till Solomotorn.